# 훅의 법칙

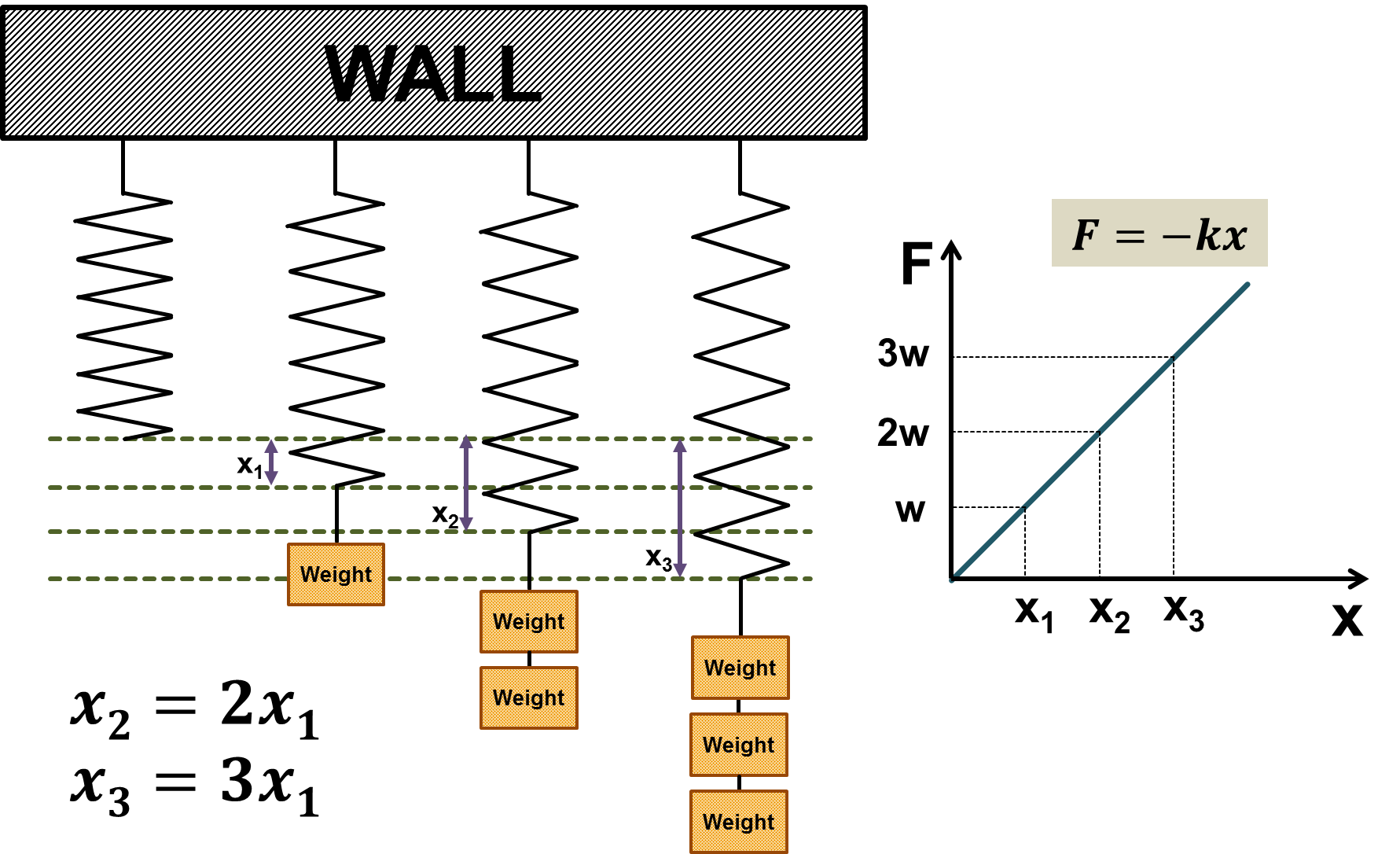
훅의 법칙

훅의 법칙(영어: Hooke’s law)은 용수철과 같이 탄성이 있는 물체가 외력에 의해 늘어나거나 줄어드는 등 변형되었을 때 자신의 원래 모습으로 돌아오려고 저항하는 복원력의 크기와 변형의 정도의 관계를 나타내는 물리 법칙이다.
금속 용수철이나 고무봉 등은 외부에서 힘이 가해지지 않았을 때 고유의 모양, 1차원적으로만 한정해 보면 자연적인 길이를 갖는다. 이런 자연스러운 길이는 외부에서 힘이 가해지면 늘어나거나 줄어들게 되는데, 이때 원래 모양으로 돌아오려는 복원력이 작용하게 되며 이런 성질을 탄성이라고 하며, 이런 성질이 강한 물체를 탄성체라고 부른다.
많은 탄성체에서는 변형의 정도가 작을 때 복원력과 변형량 사이에 비례 관계가 성립한다. 이것을 그 발견자인 17 세기 영국 물리학자 로버트 훅의 이름을 기념하여 훅의 법칙이라고 부른다. 훅의 법칙은 판이나 봉의 휨 같은 다차원적인 변형에서도 똑같이 성립된다.

## 정의
매끈한 평수마루 위에 용수철을 둔다. 용수철의 오른쪽 방향을 양의 x 축이라고 하자. 용수철 왼쪽 끝을 고정하고 외력이 없을 때 오른쪽 끝의 위치를 x의 원점으로 잡자. 용수철 길이가 변했을 때, 오른쪽 끝의 x 좌표로 변형 상태를 나타내기로 한다. x > 0 이면 늘어난 것이고, x < 0 이면 줄어든 것이다. 용수철 길이의 변화가 x 일 때의 복원력을 F 로 하자. 힘이 오른쪽 방향이면 F > 0 이고, 왼쪽 방향이면 F < 0이라 한다. 이 때, 훅의 법칙은 다음과 같이 나타낼 수 있다.
{\displaystyle F=-kx}
이 때 k를 용수철 상수라고 부른다. 용수철 상수는 용수철의 힘 혹은 유연한 정도를 나타내는 상수로 각각의 용수철마다 다른 값을 갖는다.

## 훅의 법칙의 텐서 표현
어떤 삼차원 물체가 변형되는 것을 표현할 때, 훅의 법칙의 텐서 표현을 사용해 이를 표현할 수 있다. 훅의 법칙의 텐서 표현은 변형력텐서 {\displaystyle \sigma _{ij}}와 변형텐서 {\displaystyle \epsilon _{ij}}의 관계를 설명해주는 법칙으로, 다음과 같이 4계 텐서인 탄성상수텐서 {\displaystyle C_{ijkl}}를 사용해 두 텐서의 관계
{\displaystyle \sigma _{ij}=C_{ijkl}\epsilon _{kl}}
여기서 아인슈타인 표기법이 쓰였다.

## 참고 문헌
- A.C. Ugural, S.K. Fenster, Advanced Strength and Applied Elasticity, 4th ed
- Walter Lewin explains Hooke's law. (Walter Lewin (1 October 1999). Hooke's Law, Simple Harmonic Oscillator. MIT Course 8.01: Classical Mechanics, Lecture 10. (ogg) (videotape) (in English). Cambridge, MA USA: MIT OCW. Event occurs at 1:21–10:10. Retrieved 23 December 2010. "...arguably the most important equation in all of Physics.")
- A test of Hooke's law. (Walter Lewin (1 October 1999). Hooke's Law, Simple Harmonic Oscillator. MIT Course 8.01: Classical Mechanics, Lecture 10. (ogg) (videotape) (in English). Cambridge, MA USA: MIT OCW. Event occurs at 10:10–16:33. Retrieved 23 December 2010. ")

## 같이 보기
- 고체역학
- 변형도